# 流通団地 (熊本市)
流通団地（りゅうつうだんち）は、熊本県熊本市南区の商業団地・地名である。
昭和末期に新設した商業団地で、団地の略中央に流れている天明新川を境に分割している。
熊本市流通団地としての人口は16人
郵便番号861-0967
- 流通団地1丁目（団地東側）
- 流通団地2丁目（団地西側）

## 地理
- 熊本市中心部の南部に位置する。元々は、平田・近見・田迎・御幸（笛田・西無田）の各地区田園地帯だったが、熊本東バイパス（浜線バイパス - 国道3号間）の開通後を機に商業団地を開発した。

### 河川
- 天明新川

## 歴史
- 1984年 - 流通団地造成開始。
- 1986年4月1日 - 正式地名が「流通団地1丁目・2丁目」になる、同日に熊本市交通局（熊本市営バス）「流通団地線」開設[2]。
- 1987年 - 団地内分譲開始
- 1989年 - 「熊本市流通情報会館」完成

## 公共施設

### 行政
- 熊本市流通情報会館
- 熊本市南区役所幸田総合出張所（旧・幸田市民センター）

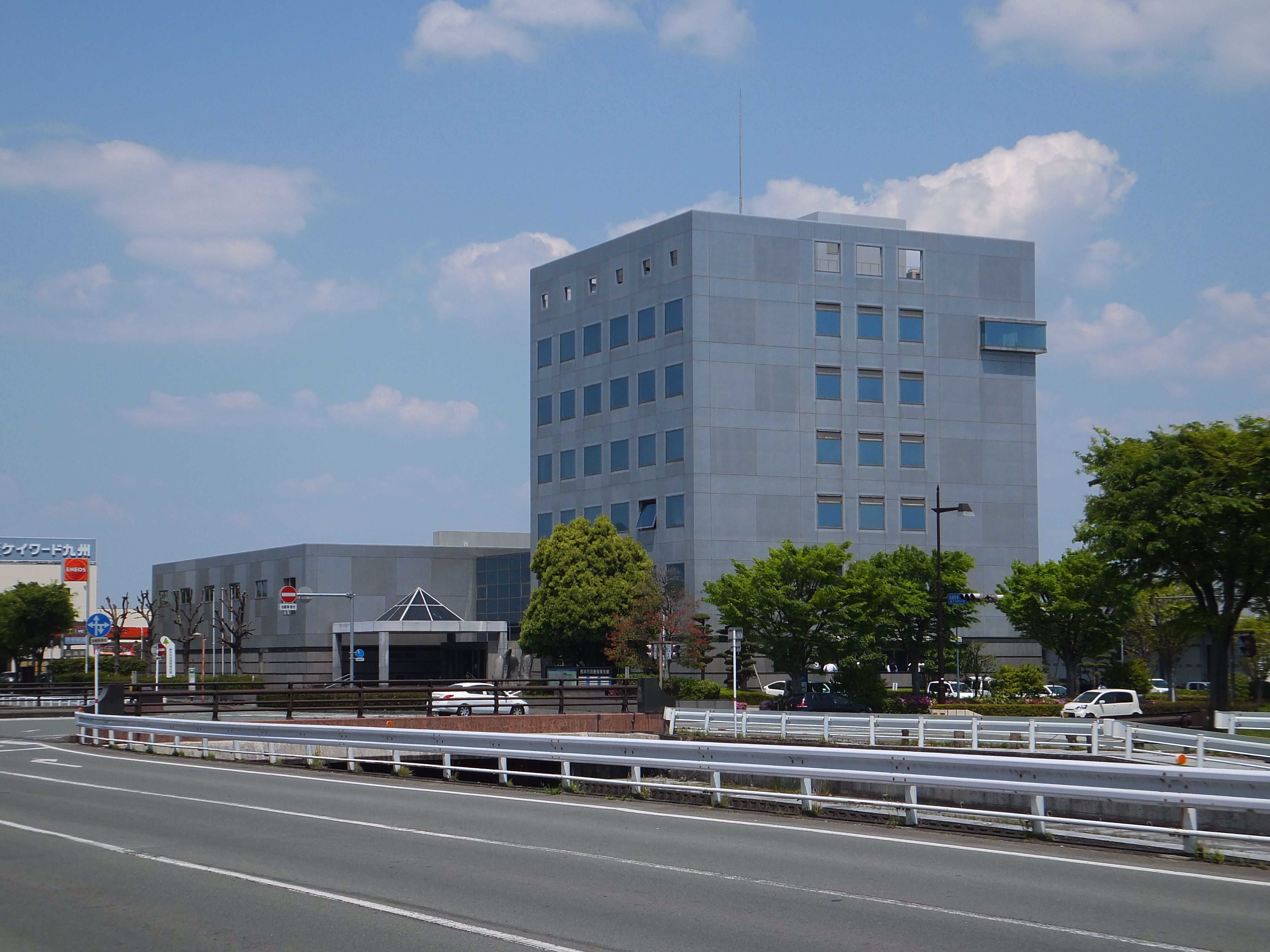
熊本市流通情報会館

### 団地内の会社

#### 流通団地1丁目
- ケイワード九州
- 桐原実業
- ハウディ
- フタバ (卸売業)
- アトル熊本支社
- 森永乳業販売事務センター
- 森永乳業九州熊本支店
- 西原商会熊本支店
- コデラ
- 明河洋行
- 東芝キヤリア熊本
- ケミカル同仁
- ネグロス電工
- 蔵野
- シーエス薬品
- ナカムラ熊本支店
- 小野建熊本支店
- トーホーフードサービス
- Amazon Flex熊本DS
- コカ・コーラボトラーズジャパン熊本中央営業所
  - アトム運輸熊本営業所
- コーナンコーヒー
- フランスベッドメディカルサービス
- 川本ポンプ
- 西本真生堂
- エース企業（広栄企業）
- 日野出熊本営業所
- あらた熊本支店
- 九州東邦熊本支社
- 花王カスタマーマーケティング
- デュプロ熊本支店
- ビューティ花壇
- 国分九州
- 西原商店本社
  - 西原運輸本社

#### 流通団地2丁目
- 九州産交運輸本社
  - 鴻池運輸国際物流関西支店熊本事務所
- 日本通運熊本支店
- 久留米運送熊本流通センター(中継拠点)
- 南日本フレッシュフード
- センコー熊本支社
- 木村本社
- ヤナパック
- 東洋産業熊本支社
- 九州児湯フーズ
- 肉のオオツカ
  - 肉のドッキン市流通団地店
  - レフェル流通団地店
- 増永倉庫
- 三角海運
- 南熊本倉庫
  - 建デポプロ熊本店
- 産交ミック
- ひろせ梱包
- フランスベッド熊本ショールーム
- エスライン九州
- 九州ネクスト熊本支店
- 興南冷蔵運輸
- ALSOK熊本警送支店

## 交通

### バス路線
- 熊本都市バス
  - 流通団地線系統 
    - P1-1 桜町バスターミナル - 新市街 - 南熊本駅前 - 田迎一里木 - 流通団地 - 済生会病院
    - P2-1 桜町バスターミナル - 下通筋 - 大学病院前  - 南熊本3丁目 - 南熊本駅前 - 琴平神社・江原中学前 - 平成町 - 流通団地 - 済生会病院 - 野越団地
    - S3-1 桜町バスターミナル - 熊本駅 - 蓮台寺 - 平成けやき通り - 流通団地 - 済生会病院

### 鉄道
- 最寄駅は平成駅（JR九州豊肥本線）

### 道路
- 国道57号（通称・東バイパス）
- 熊本県道182号田迎木原線

## 周辺
- 済生会熊本病院
- 熊本市立日吉東小学校
- 熊本市立日吉中学校
- 熊本市立田迎西小学校
- 御幸中央公園

## その他
- 警察は熊本南警察署幸田交番の巡回区域。
- 小学校学区
  - 1丁目北側 - 田迎西小
  - 1丁目南側 - 御幸小
  - 2丁目 - 日吉東小
- 中学校学区
  - 1丁目 - 託麻中
  - 2丁目 - 日吉中

## 脚註
1. ↑  熊本市統計情報（2014年2月20日閲覧 2014年2月1日現在）、世帯数は8世帯
2. ↑  現在は熊本都市バス（P1-1系統）の路線として運行している。